# Válvula de control

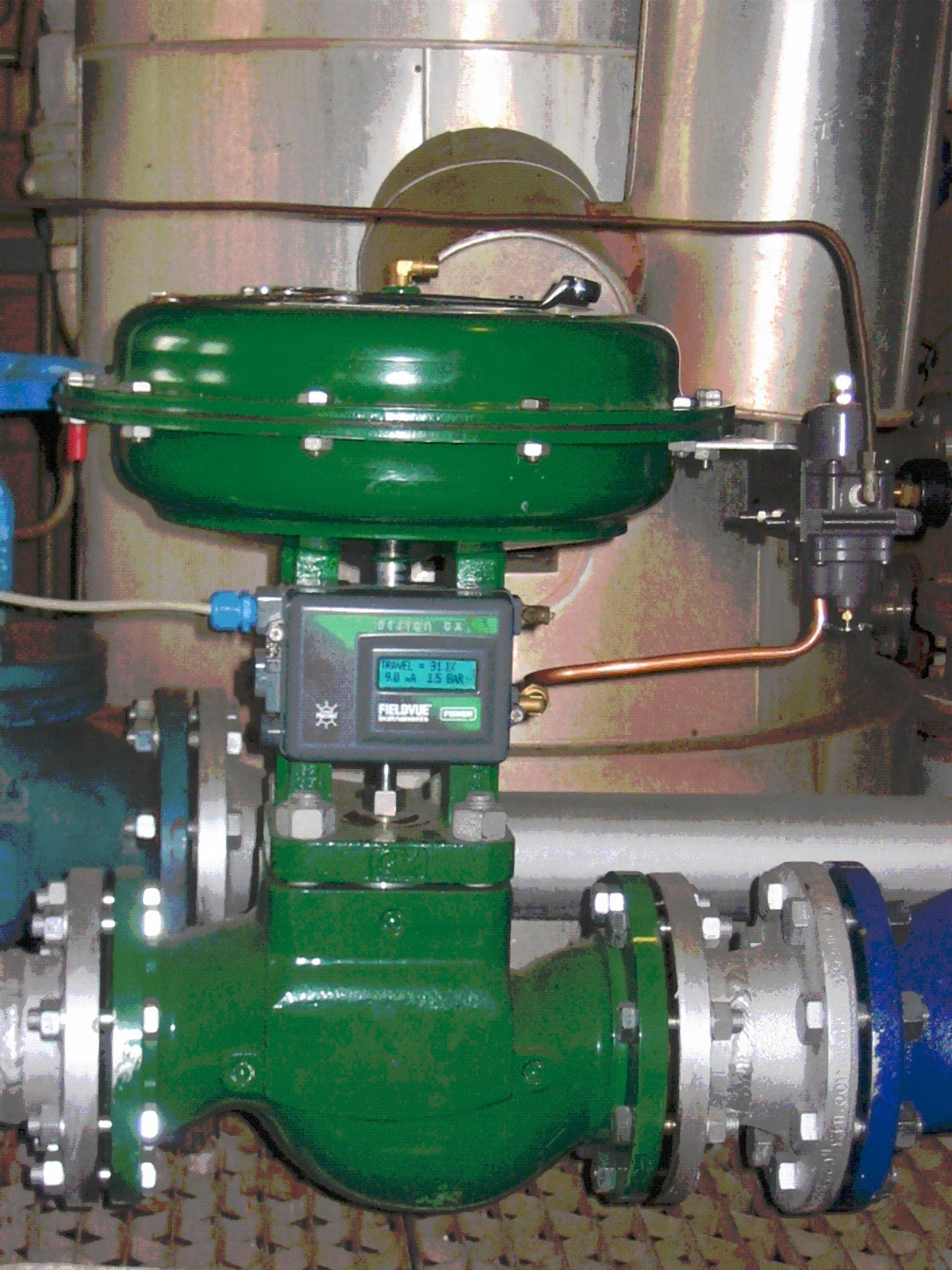
Válvula de control de globo con actuador de diafragma neumático y posicionador "inteligente"

Una válvula de control o válvula de regulación es una válvula usada para controlar el flujo de un fluido, comportándose como un orificio de área continuamente variable, que modifica la pérdida de carga, según lo dirigido por la señal de un controlador. Esto permite el control del caudal y el consiguiente control de las variables del proceso tales como ; presión, temperatura y nivel.
En la terminología de la técnica de Regulación y control, la válvula es el órgano de control o elemento de control final.

## Estructura de una válvula

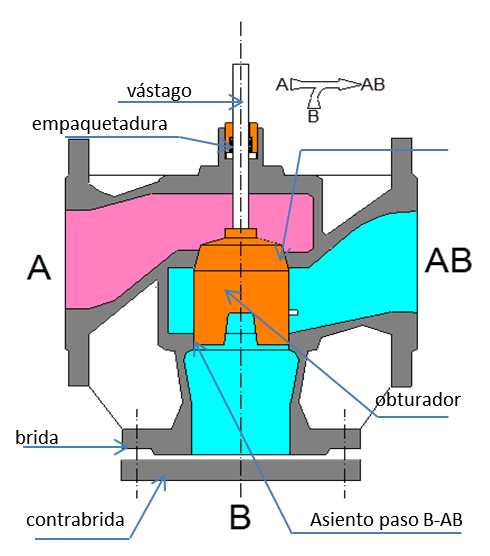
Partes de una válvula de tres vías

Básicamente constan de un cuerpo que aloja en su interior al obturador y los asientos y externamente se hallan provistas de bridas o roscas para su acoplamiento a la tubería. Deben resistir la temperatura y la presión del fluido sin pérdidas, deben tener un tamaño adecuado para el caudal a controlar y deben resistir la erosión o corrosión producida por el fluido. Suelen ser de hierro, acero o acero inoxidable y últimamente empiezan a realizarse con materiales termoplásticos.
El obturador puede tener desplazamiento lineal o rotativo y realiza la función de control de paso del fluido. Tanto él como los asientos suelen estar realizados con acero inoxidable. En algunas válvulas se utilizan obturadores y asientos cerámicos. 
Cuando la válvula se acciona mediante el actuador, se produce una modificación en el caudal  del fluido, consiguiendo así la regulación de la variable de proceso.

## Tipos de válvulas según su uso
La variedad de válvulas en cuanto al diseño del cuerpo y al movimiento del obturador es enorme. Aquí se limitan a los tipos genéricos usados más normalmente. En principio se distingue entre válvulas de dos, tres y cuatro vías. 
Las válvulas de dos vías se utilizan principalmente en instalaciones de caudal variable y las de tres vías en instalaciones de caudal constante y temperatura variable. En realidad esta es una definición demasiado simplista, pero puede servir como punto de partida.

### Válvulas de dos vías
válvulas de cono y asiento. Este tipo de válvulas están previstas para trabajar con un sentido del fluido que tienda a levantar el cono. El otro sentido tiene el riesgo de provocar vibraciones del cono sobre el asiento cuando la válvula está cerca del cierre, ya que la fuerza sobre el obturador aumenta cuando la válvula cierra y el obturador tiende a desplazarse más de lo que cuando la presión del fluido es baja.
Existe otro tipo de válvulas que se denominan válvulas de doble asiento. Estos asientos están sometidos a dos fuerzas hidráulicas opuestas, por lo que la fuerza ejercida sobre el vástago se reduce. Se utilizan cuando la presión diferencial es muy alta, aunque no son muy estancas.
Las válvulas de mariposa se utilizan para secciones altas de paso, en instalaciones de gran potencia. Estas válvulas consisten en un disco conectado con un eje diametral que regula el paso del fluido por la tubería.
Existen dos tipos de discos: el de forma circular, que cierra verticalmente y el de forma elíptica, que cierra entre 10° y 15° a partir de la vertical (consiguiendo un cierre estanco). 
Las válvulas de mariposa pueden acoplarse con actuadores de tipo manual o automático y se utilizan exclusivamente para servicios todo-nada, como es el aislamiento de aparatos y accesorios.
Las válvulas de bola constan de un obturador esférico que controla el caudal que pasa a través de la válvula. Este obturador consigue un cierre hermético y un control preciso del caudal en instalaciones con grandes presiones y caudales. Sin embargo, para pequeños caudales, regulan solamente en el 20% de su recorrido, lo que las hace inapropiadas.
También existen las válvulas de bola caracterizadas, en las que los bordes de la bola tienen una forma de entalladura que mejora la regulación del caudal y las hace válidas para una amplia gama de caudales.
Otros tipos de válvulas son las válvulas en ángulo (para fluidos que contengan partículas sólidas en suspensión), válvulas tipo Y (para aplicaciones criogénicas o de metales líquidos), válvulas de compresión (para manejo de fluidos negros o corrosivos) y válvulas de flujo axial (utilizada para gases)

### Válvulas de tres vías
En válvulas de tres vías, además de las válvulas de cono y asiento ya mencionadas, los cuerpos de las válvulas pueden ser de varios tipos: 
Las válvulas de sector  de tres vías, regulan por rotación del eje. Un giro de 90° hace recorrer al obturador toda su carrera. El obturador, aquí llamado sector, por su forma, está mecanizado de tal forma que se obtiene una característica de igual porcentaje. La estanqueidad de estas válvulas es peor que las de cono y asiento, pero su precio muy inferior, lo cual ha extendido mucho su uso.
Las válvulas de bola de tres vías son similares a las de dos vías.
Las válvulas de tres vías según su función, pueden ser de dos tipos:
- Mezcladoras: permiten mezclar  proporcionalmente los fluidos de entrada por la vía directa y por la de by pass, con el fin, normalmente, de variar su temperatura.
- Diversoras: permiten desviar el flujo de un fluido, total o parcialmente.

Las válvulas llevan grabadas las indicaciones para su montaje,  de cualquiera de las dos formas reflejadas en la figura superior; Las flechas en una válvula mezcladora, indican que esta tiene dos entradas y una salida común, mientras que en la válvula diversora indican una entrada común y dos salidas. También se  utilizan las letras: La letra A indica la vía directa, La B la de  bypass y la AB es la boca común.
La válvula de tres vías mezcladora es la más utilizada, ya que dependiendo de su posición respecto de la bomba de circulación puede hacer las dos funciones y generalmente en mejores condiciones de trabajo que la diversora. 

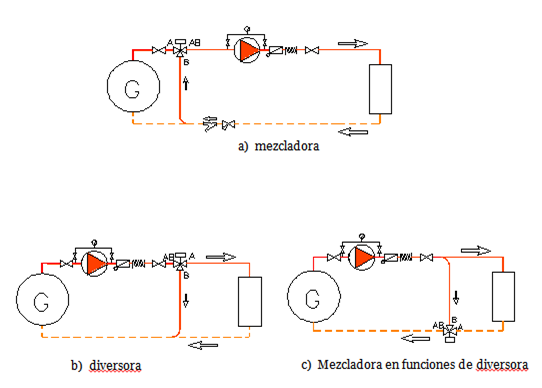
Funciones de válvula de tres vías mezcladora

En la figura pueden verse tres posiciones clásicas de una válvula de tres vías:
a): Válvula mezcladora: se sitúa aguas arriba de la bomba de circulación, Por la boca A llega agua caliente del generador, por la B agua del retorno. La mezcla de ambas sale por la boca común AB.
b): Válvula diversora: La válvula está situada aguas abajo de la bomba, la cual impulsa sobre la boca común. El flujo se derivará en función de la apertura hacia A o hacia B. Nótese que la válvula tiene una entradas y dos salidas.
c): Mezcladora en funciones de diversora: Si la boca B está cerrada y la A abierta, el flujo pasará a través de la unidad terminal, si la B está abierta el flujo retornará al generador .

### Válvulas de cuatro vías
Estás válvulas están concebidas  para la regulación de la temperatura de salida en una instalación de calefacción, al mismo tiempo que se eleva la temperatura de retorno de la caldera. Son válvulas de sector como las de tres vías, que realizan su carrera total con una rotación del eje de 90 grados.

## Tamaño y conexión
Otras características a considerar de una válvula son el tipo de conexión y su tamaño, determinado por su diámetro nominal.
La conexión puede hacerse mediante rosca para válvulas de hasta 65 mm de diámetro nominal (DN65) o con bridas, junta y tornillos para diámetros mayores.
El diámetro nominal de una válvula representa el diámetro interior en mm de la tubería a la que se acopla. Corresponde, por tanto, a la escala normalizada para tuberías

## Característica de una válvula
El obturador determina la característica de caudal de la válvula, es decir, la relación que existe entre su posición (% del grado de apertura) y el % del caudal de paso del fluido. La elección de la característica tiene una gran influencia en la estabilidad del proceso, puesto que representa la ganancia de la válvula con relación a la carrera.
Las curvas características dan el caudal que fluye a través de la válvula bajo una presión diferencial constante. Las más significativas son las de apertura rápida, la lineal y la isoporcentual. Estas curvas características se obtienen mecanizando el obturador para que al variar la carrera, el orificio de paso obturador-asiento configure el caudal de paso.
- Característica lineal: el caudal a través de la válvula es directamente proporcional al grado de apertura. Con una pérdida de carga constante la ganancia de la válvula es igual para todos los caudales.

La potencia de un intercambiador de calor y su caudal circulante tienen una relación logarítmica, con este tipo de válvulas ocurrirá que para cargas pequeñas una ligera apertura de la válvula producirá un aumento considerable de la potencia con el consiguiente riesgo de inestabilidad en el bucle de regulación.
La relación matemática de esta característica es:
{\displaystyle q=K.A+q_{0}}
Donde {\displaystyle q} es el caudal para pérdida de carga constante,{\displaystyle A} es la apertura de la válvula, {\displaystyle q_{0}} es el caudal de fugas para pérdida de carga constante y {\displaystyle K} es la ganancia o constante de proporcionalidad que relaciona las unidades y margen de la apertura de la válvula con las unidades y margen del caudal.	 
- Característica isoporcentual: Para evitar el problema que plantea la característica lineal se utilizan válvulas con característica logarítmica o isoporcentual.

El objetivo final es que las curvas características de los intercambiadores se compensen con las curvas de las válvulas, consiguiendo una proporcionalidad constante entre el grado de apertura y el calor emitido por el intercambiador. 

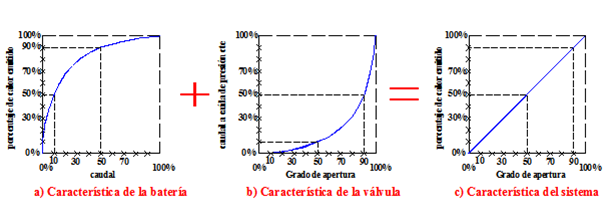
Compensación de características

Como se puede ver en la figura b) , cuando la válvula abre al 50% de su recorrido, deja pasar el 10% de caudal. En  a) se comprueba que el 10% de caudal supone el 50% de la potencia. Ambas se compensan obteniendo una relación lineal entre la apertura de la válvula y la potencia emitida.
La relación matemática de esta característica es variable dependiendo del fabricante, la más conocida es la llamada exponencial o logarítmica, también conocida como de igual porcentaje
{\displaystyle q=q_{0}.e^{a.A}=q_{0}.e^{A{\Big (}lnC_{r}/100{\Big )}}}
donde {\displaystyle A} es la apertura de la válvula y {\displaystyle a} depende del campo de reglaje {\displaystyle Cr} de la válvula.
Teniendo en cuenta la función exponencial, en la característica teórica, para un grado de apertura cero, no se obtiene un caudal cero, sino un valor positivo. Este caudal de fuga con la válvula cerrada es inadmisible, por lo que los fabricantes modifican ligeramente la característica teórica para conseguir la estanqueidad en el cierre.
Esto elimina el inconveniente del caudal de fuga, pero hace que ese caudal inicial no sea controlable. La relación entre el caudal máximo y el mínimo controlable  se llama campo de reglaje {\displaystyle Cr}  y es un valor dado por el fabricante en función de la tolerancia de fabricación. 

## Dimensionamiento: coeficiente Kv y autoridad
El funcionamiento de una válvula de regulación consiste en crear una pérdida de carga puntual que haga variar el  caudal hasta el valor requerido. La relación entre el caudal y la pérdida de carga creada, viene dada por:
{\displaystyle K_{v}=q.{\sqrt {\frac {\rho }{1000.\Delta p}}}}
{\displaystyle K_{v}} depende de la sección de paso de la válvula y se puede comprobar que tiene dimensiones de superficie ({\displaystyle L^{2}}), aunque en la práctica se define como el caudal de agua en m³/h que pasa a través de la válvula con una apertura dada y con una presión diferencial de 1 bar. 
Cuando el fluido es agua, con las unidades dichas, la fórmula general para Kv se simplifica:
{\displaystyle K_{v}={\frac {Q}{\sqrt {\Delta p}}}}
El valor máximo de {\displaystyle K_{v}} se obtiene con la válvula totalmente abierta y entonces se le denomina {\displaystyle K_{vs}}, Este valor  es el que da el fabricante para cada válvula y por lo dicho, expresa el caudal que pasa por la válvula totalmente abierta cuando entre sus dos bocas hay una presión diferencial de 100 kPa.
En los procesos a controlar, al 100% de la carga deberá circular el caudal nominal y la válvula, si todo es correcto, deberá estar completamente abierta y tener una presión diferencial que se corresponda con la instalación.  El caudal  en cualquier caso será bien conocido, pero la presión diferencial aplicada a la válvula depende principalmente de la altura manométrica real de la bomba y de la pérdida de carga de la instalación.

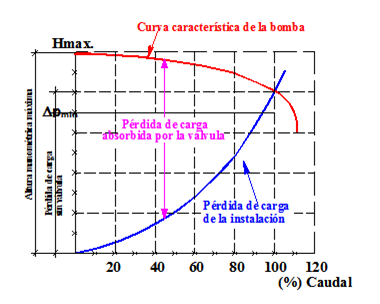
Pérdida de carga absorbida por la válvula de control

Suponiendo un circuito formado por una bomba centrífuga, una válvula de control y la tubería correspondiente. Los parámetros de la bomba y la pérdida de carga absorbida por el sistema, varían según el grado de apertura de la válvula. En cada momento, la diferencia entre la altura manométrica de la bomba y la pérdida de carga de la tubería al variar el caudal, corresponde a la pérdida de carga absorbida por la válvula, que aumenta al disminuir el caudal.

Esta variación de la presión diferencial hace que la característica real de la válvula se deforme con relación a la teórica, ya que esta se generaba considerando una presión constante a la entrada de la válvula. La amplitud de la deformación depende de la relación que hay entre {\displaystyle \Delta p_{min}} y {\displaystyle \Delta p_{max}} y se llama autoridad de la válvula
{\displaystyle \mathrm {B} ={\frac {\Delta p_{min}}{\Delta p_{max}}}}
La característica teórica de la válvula se tendrá con una autoridad igual a 1, es decir, sin variación en la presión diferencial. A medida que disminuye esta relación, la autoridad comienza a decrecer, la curva de la válvula se modifica alejándose cada vez más de la línea teórica. Si el caudal de la instalación se ha sobredimensionado, la característica se deforma aún más.
La disminución de la autoridad real respecto de la teórica,  viene dada por la relación:
{\displaystyle \mathrm {B} _{real}={\frac {\mathrm {B} }{S_{q}^{2}}}}
En la que {\displaystyle S_{q}} es el coeficiente de sobrecaudal. Cuando {\displaystyle S_{q}=1}, la autoridad real es igual a la teórica
.
También se puede seleccionar la válvula mediante ábacos  facilitados por los fabricantes, en los que se elige una válvula cuyo {\displaystyle K_{vs}} sea inmediatamente inferior al teórico calculado. 
Será muy frecuente que la medida de la válvula de regulación sea inferior a la de la tubería, aunque no tiene porqué ser una norma. De cualquier forma, el tamaño de la válvula no debe ser inferior al de la mitad del tamaño de la tubería con el fin de evitar  la producción de ruidos.

## Operación
La apertura o el cierre de las válvulas de control automático se realiza normalmente mediante actuadores eléctricos, hidráulicos o neumáticos. Normalmente, con una válvula moduladora, que puede ajustarse a cualquier posición entre completamente abierta y completamente cerrada, se utilizan posicionadores de válvula para asegurar que la válvula alcance el grado de apertura deseado.
Normalmente se usan las válvulas accionadas por aire debido a su simplicidad, ya que solo requieren un suministro de aire comprimido, mientras que las válvulas accionadas eléctricamente requieren cableado adicional y engranaje de conmutación, y las válvulas accionadas hidráulicamente requieren líneas de suministro y retorno de alta presión para el fluido hidráulico.
Las señales de control neumáticas se basan tradicionalmente en un rango de presión de 3-15 psi (0.2-1.0 bar), o más comúnmente en la actualidad, una señal eléctrica de 4-20 mA para la industria, o de 0-10 V para sistemas HVAC. El control eléctrico actual incluye a menudo una señal de comunicación "Smart" superpuesta a la corriente de control de 4-20 mA, de modo que el estado y la verificación de la posición de la válvula pueden ser señaladas de nuevo al controlador. El HART, Fieldbus Foundation y Profibus son los protocolos más comunes.